# Вітре буйний, вітре буйний!
«Ду́мка» («Вітре буйний, вітре буйний!…») — вірш-думка Тараса Шевченка, написана 1838 року.

## Історія написання
Вірш датується 1838 року орієнтовно на підставі повідомлення Євгена Гребінки в листі до Григорія Квітки-Основ'яненка від 18 листопада 1838 року про передачу Шевченком творів для публікації в альманасі «Ластівка»: «Він мені дав гарних стихів на збірник»
Автограф не відомий. Наприкінці 1838 року Шевченко передав Євгенові Гребінці текст вірша разом з кількома іншими творами для публікації в альманасі «Ластівка». За описом Петра Картавова, складальний рукопис «Ластівки» містив писарську копію вірша.

## Аналіз твору
Жанр:
- думка.

Тема:
- зображення горя і туги молодої дівчини за своїм коханим.

Ідея:
- спувчуття молодій дівчині, яка тужить (сумує) за коханим.

Основна думка:
- дівчина, як уособлення жінок, які в часи Шевченка залишалися самотніми у той час, як їхні кохані вирушали на чужину. Вірність жінок у коханні. Здатність померти заради кохання.

Проблематика:
- відображення життя дівчат, кохані яких йшли на службу і, іноді, не поверталися назад;
- зображення нещасливого (нещасного) кохання дівчин до козаків.

Художні засоби:
- епітети: «вітре буйний, синє море, чорних хвилях, червоною калиною, чужім полі, чуже сонце».
- метафори: «вітре буйний! ти з морем говориш; спитай синє море (звернення до вітру); воно скаже, синє море, де його поділо»;

## Історія видання
У першодруці вірш помилково приєднано до поезії «На вічну пам'ять Котляревському». У складальному рукопису «Ластівки» ці вірші містились як окремі твори: під поезією «На вічну пам'ять Котляревському» рукою переписувача було написано «Т. Шевченко», вірш «Вітре буйний, вітре буйний!…» поет підписав власноручно: «Т. Шевченко».
Наприкінці 1850-х років вірш «Вітре буйний, вітре буйний!…» переписав з «Ластівки» Іван Лазаревський. Вірш переписано безпосередньо після вірша «На вічну пам'ять Котляревському» як його частину. Переглядаючи рукопис після повернення із заслання, Шевченко олівцем відокремив ці поезії й виправив рядок.
1860 року вірш надруковано в «Кобзарі», де його подано за «Ластівкою» як окремий твір під назвою «Думка». Назвою «Думка» тут об'єднано чотири вірші: «Тече вода в синє море…», «Вітре буйний, вітре буйний!..», «Тяжко-важко в світі жити…» і «Нащо мені чорні брови…». Виправлення в тексті вірша у списку Івана Лазаревського Шевченко в «Кобзарі» (1860) не врахував. Між рядками 16 і 17 зроблено відступ.
Опісля вірш поширювався в рукописних списках. Від публікації в «Ластівці» походять списки у збірці творів Шевченка середини XIX ст., «Кобзарі» (1861), що належав І. П. Левченку, збірнику без дати.
У рукописній збірці «Сочинения Т. Г. Шевченка» (1862) «Думку» («Вітре буйний, вітре буйний!») переписано двічі — за текстом «Ластівки» та за текстом «Кобзаря» (1860). «Кобзар» (1860) є джерелом списку в рукописному «Кобзарі» (1866) тощо.

## Мотиви
Тему вірша — звернення до вітру — посередника між розлученими закоханими. Має паралелі в народних піснях («Повій, вітре буйнесенький, з глибокого яру…», «Ой повій, вітре, в тую сторононьку…») та в літературних пам'ятках (плач Ярославни в «Слові о полку Ігоревім»). Твір про страждання дівчини за її милим. У цій думці невдоволеність героїні цим світом спричинена любовною тугою. Текст пісні надає настрій ліричності та передає переживання за долю нещасної дівчини.
Ліричний текст пісні наближений до поетичної мови українських народних пісень. Використовуються засоби фольклорної поетики: епітети (вітре буйний, синє море, чорні хвилі), метафори (вітре буйний ти з морем говориш, збуди його, заграй ти з ним, спитай синє море, скаже синє море, розбий синє море тощо), символіка (чорні хвилі), здрібнена лексика (буйнесенький, недоленька, миленький).

## Переклади
Вірш перекладений на:
- англійську мову — Костянтином-Генрі Андрусишиним та Ватсоном Кірконелом[10]
- казахську мову — Касимом Аманжоловим[11].
- російську мову — Левом Долигачем (1987)[12].

## Інтерпретації
- Вірш став фундаментальним під час патріотичних лекторіїв в Західній Україні початку ХХ-го століття, задля патріотичного та національного відродження серед українства. Лекції-читання відбувалися при великих зібраннях і супроводжувалися моновиставми та читаннями[13].
- Вірш покладений на музику для хорового виконання та сольних виступів керівником Кубанського козачого хору Захарченком Віктором Гавриловичем (1949)[14].

Текст пісні авторський (написаний на слова Т. Г. Шевченка). Віршова будова літературного тексту — силабо-тонічне віршування. Форма поетичного тексту — восьмирядкова строфа, складається текст пісні з трьох строф, перша повторюється наприкінці пісні. Будова тесту — у першому рядку чотирьохстопний хорей (наголос на перший склад у стопі (2 склади)), у другому — трьохстопний хорей. Строфа відповідає музичному реченню, а кожний рядок музичній фразі. Текст пісні побудований на паралелізмах та метафорах, які займають кілька строф, їх можна назвати розгорнутими, наприклад: («..вітре буйний, ти з морем говориш…», «збуди його, заграй ти з ним, спитай синє море», «воно скаже синє море, де його поділо», «розбий синє море», «втоплю своє горе», «втоплю свою недоленьку», «русалкою стану», «пошукаю в чорних хвилях», «тоді хвиле неси з милим, куди вітер віє!»). Також автор використовує багато епітетів: вітре буйний, синє море, чорних хвилях, буйнесенький.